# Hachama
Hachama (ハチャマ) est un label musical japonais spécialisé dans la J-pop, appartenant à la compagnie japonaise Up-Front Works. Son nom est l'acronyme de « Have a child's mind again » (« Avoir de nouveau une âme d'enfant »). Le label est lié à la maison de disques Pony Canyon, et édite les disques de plusieurs artistes du Hello! Project, notamment ceux de Natsumi Abe, GAM, Miki Fujimoto, Erina Mano, etc.